# Талдиев, Рустам Амерханович
Рустам Амерханович Тал(ь)диев (род. 1 января 1993) — российский самбист и боец смешанных единоборств, 4-кратный чемпион России по боевому самбо, 3-кратный чемпион мира, чемпион Европы, заслуженный мастер спорта России. По национальности ингуш. Член сборной команды России с 2015 года. По состоянию на 2022 год провёл 9 боёв, из которых 5 выиграл (3 болевым приёмом, 1 нокаутом и 1 решением судей) и 4 проиграл (1 болевым и 3 решением судей).

## Спортивные результаты

### Боевое самбо
- Чемпионат России по боевому самбо 2015 — ;
- Чемпионат России по боевому самбо 2016 — ;
- Чемпионат России по боевому самбо 2017 — ;
- Чемпионат России по самбо 2018 — ;
- Чемпионат России по самбо 2020 — ;
- Чемпионат России по самбо 2023 — ;
- Чемпионат России по самбо 2025 — ;

## Статистика боёв
| Боёв 8   | Побед 5 | Поражений 3 |
| -------- | ------- | ----------- |
| Нокаутом | 1       | 0           |
| Сдачей   | 3       | 1           |
| Решением | 1       | 2           |

| Результат | Соперник            | Способ                             | Турнир                              | Место проведения                     | Дата проведения      | Раунд | Время | Примечание |
| --------- | ------------------- | ---------------------------------- | ----------------------------------- | ------------------------------------ | -------------------- | ----- | ----- | ---------- |
| Поражение | Андрей Гончаров     | Единогласное решение               | ACA 103 - Yagshimuradov vs. Butorin | Россия, Санкт-Петербург, Сибур Арена | 14 декабря 2019      | 3     | 5:00  |            |
| Победа    | Богдан Барбу        | Сабмишном (удушение треугольником) | ACB 89 Abdul-Aziz vs. Bagov         | Россия, Краснодар                    | 8 августа 2018       | 1     | 2:25  |            |
| Победа    | Элесаж Эранд        | Сабмишном (удушение сзади)         | ACB 66 Young Eagles 20              | Россия, · Грозный                    | 5 августа 2017 года  | 3     | 1:21  |            |
| Победа    | Максим Чихиянц      | Нокаут (удар)                      | FightPro — Ice Storm                | Россия, · Санкт-Петербург            | 26 декабря 2015 года | 1     | 00:21 |            |
| Победа    | Музафар Абдукодиров | Сабмишном (удушение сзади)         | FightPro — Russia Cup 5             | Россия, · Санкт-Петербург            | 13 декабря 2015 года | 1     | 00:30 |            |
| Победа    | Камол Мухидинов     | Единогласное решение               | MFT — Tajikistan vs. Kazakhstan     | Таджикистан, · Душанбе               | 13 июля 2012 года    | 3     | 5:00  |            |
| Поражение | Ратмир Теважуков    | Сабмишном (рычаг локтя)            | ANC — Alexander Nevsky Cup 1        | Россия, · Санкт-Петербург            | 16 февраля 2012 года | 1     | 2:12  |            |
| Поражение | Евгений Лазуков     | Единогласное решение               | FWR — Fights With Rules 3           | Россия                               | 25 ноября 2011 года  | 3     | 5:00  |            |
| Поражение | Джумабек Терсан     | Единогласное решение               | TFC 7 — Top of the Forbidden City 7 | Китай, · Пекин                       | 8 октября 2011 года  | 3     | 5:00  |            |